# 天使たちのメロディー/旅立ちの朝
『天使たちのメロディー/旅立ちの朝』（てんしたちのメロディー／たびだちのあさ）は日本のシンガーソングライター・川嶋あいが2003年8月21日に発売した1枚目のシングル。

## 概要
I WiSHのボーカルである川嶋あいがソロとして初めてリリースしたシングルである。
なお、このシングルは販売委託がソニー・ミュージックディストリビューションに移管される前の作品であり、一部の通販サイトなどではインディーズ扱いとなっている。

## 収録曲
- 全曲　作詞・作曲：川嶋あい、編曲：ieP

1. 天使たちのメロディー
1stミニアルバム『この場所から…』からのリカット曲。
2. 旅立ちの朝
3. 3年後の都会（まち）で
4. …ありがとう...
後に『「…ありがとう...」』としてシングル化された。